# Antoine Mirou
Antoine Mirou (Anversa, 1570 ca. – dopo il 1661) è stato un pittore fiammingo.

## Biografia

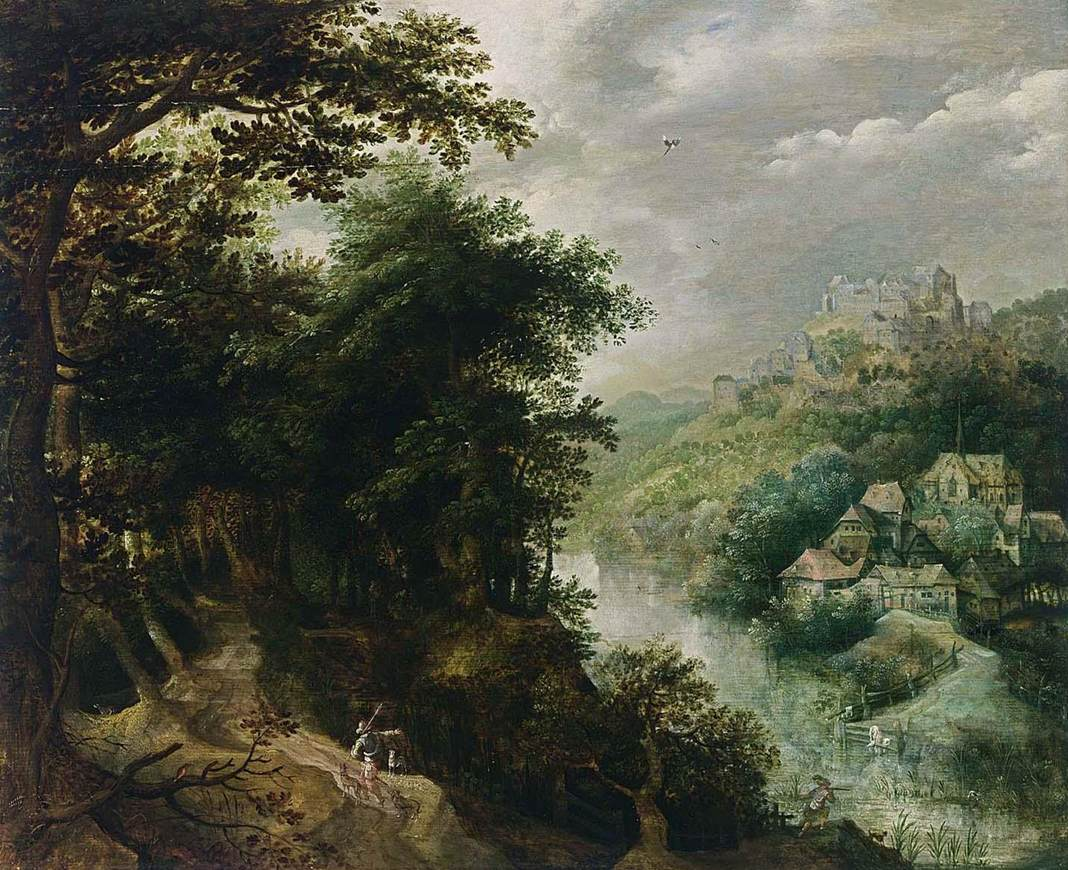
Panorama boschivo con fiume, Collezione privata

Sembra sia presente sin dal 1536 a Frankenthal, dove dimorò fino al 1617 o al 1621. I suoi paesaggi sono ascrivibili al periodo che va dal 1602 al 1661, se si accetta la data del Paesaggio della Galleria Nazionale di Parma. La composizione e il colore di dipinti come la Tentazione di Cristo (1607, Alte Pinakothek di Monaco di Baviera) o il Paesaggio con cacciatore (1640, Kunsthalle di Mannheim) attestano l'influsso di Gillis van Coninxloo.
Le opere tarde di Mirou, come il Paesaggio con cacciatore del 1653, ora al di Berlino, manifestano nettamente l'impegno di imitare lo stile minuzioso e la policromia delicata di Bruegel, di cui l'artista doveva aver visto i dipinti fin dal 1614, come può essere dimostrato dal Paesaggio boschivo dello Schlossmuseum di Gotha.
Alcune sue opere vennero incise da Matthäus Merian e si trovano ora all'Erkenbert-Museum di Frankenthal.